# Legge Scelba
La legge Scelba (formalmente legge 20 giugno 1952, n. 645) è una legge della Repubblica Italiana di attuazione della XII disposizione transitoria e finale della Costituzione italiana che, tra l'altro, introdusse il reato di apologia del fascismo.

## Il contesto storico
Nell'immediato secondo dopoguerra in Italia al fine di proteggere la democrazia contro le minacce incompatibili con gli ordinamenti liberal-costituzionali che si delineavano con la Costituzione repubblicana, emerse "nella difficile situazione in cui si venne a trovare l’Italia dal 1943 in poi: il liberal-socialista Guido Calogero arrivò a teorizzare un liberalismo istituzionalmente armato. Persino Luigi Einaudi era propenso a introdurre una legislazione difensiva contro specifiche violazioni dell’ordine democratico, escludendo però gli orientamenti politico-ideologici.
Nel momento di maggiore tensione sociale degli anni del centrismo, l'assedio ideologico - da cui esso si sentiva stretto, da parte delle opposizioni di destra e di sinistra - spinse il governo a richiamarsi a questa esigenza: un comitato interministeriale presieduto da Mario Scelba fu incaricato dal governo De Gasperi di coadiuvare il ministro Attilio Piccioni nell'aggiornare la legislazione circa la sicurezza del Paese.

## Analisi
Il 28 novembre 1951 De Gasperi osservò che allargare la discussione dai confini del sabotaggio economico avrebbe significato "porre in discussione il problema del PCI e non credo che sia opportuno". Dal disegno di legge, poi proposto in parlamento dal governo, fu mantenuto quindi fuori ogni procedimento volto a vietare la presentazione alle elezioni (e men che meno la stessa esistenza) di partiti politici "anti-sistema". La normativa sull'apologia del fascismo fu l'eccezione che confermava la regola: ciò sia perché si riferiva all'esaltazione di un periodo storico passato, più che alle attività di un partito post-fascista già in essere, sia perché ricevette un'applicazione tale da non mettere mai in dubbio la legittimità del MSI.